# Gerson Toc
Gerson Toc, né le 7 mars 1995 à Tecpán, est un coureur cycliste guatémaltèque.

## Biographie
Gerson Toc est originaire de Tecpán, une localité située dans le département de Chimaltenango. Dès sa plus tendre enfance, il s'intéresse au vélo. Il commence véritablement sa carrière cycliste vers l'âge de seize ans,. Son petit frère Fredy pratique lui aussi ce sport en compétition. 
En 2013, il est sacré champion du Guatemala du contre-la-montre juniors (moins de 19 ans). La même année, il se distingue au niveau international en terminant troisième du championnat panaméricain sur route juniors. Il devient ensuite champion national du Guatemala à deux reprises chez les espoirs (moins de 23 ans). 
En juin 2021, il se classe troisième du championnat du Guatemala du contre-la-montre. Deux ans plus tard, il remporte le Tour du Guatemala, sa plus grande victoire. Il s'impose aussi sur le Tour du Honduras. 

## Palmarès et résultats

### Palmarès par année
- 2013
  -  Champion du Guatemala du contre-la-montre juniors
  - 2e du championnat du Guatemala sur route juniors
  -  Médaillé de bronze du championnat panaméricain sur route juniors
- 2015
  -  Champion du Guatemala sur route espoirs
- 2016
  -  Champion du Guatemala sur route espoirs
  - 3e étape de la Vuelta de la Juventud Guatemala
- 2019
  - 2e du championnat du Guatemala du contre-la-montre par équipes
- 2021
  - 3e du championnat du Guatemala du contre-la-montre
- 2022
  - 1re étape du Tour du Honduras (contre-la-montre par équipes)
  - 2e du championnat du Guatemala du contre-la-montre par équipes
- 2023
  - 3e étape de la Vuelta al Altiplano Marquense
  - Tour du Honduras :
    - Classement général
    - 3e étape (contre-la-montre)

  - Tour du Guatemala

### Classements mondiaux
| Année                                 | 2016  | 2017 | 2018 | 2019  | 2020  | 2021  | 2022  | 2023 | 2024  |
| ------------------------------------- | ----- | ---- | ---- | ----- | ----- | ----- | ----- | ---- | ----- |
| Classement mondial                    | 1369e | nc   | nc   | 2162e | 1258e | 1190e | 2288e | nc   | 2087e |
| UCI America Tour                      | 166e  | nc   | nc   | 333e  | 103e  | 171e  | 370e  | nc   | nc    |
|                                       |       |      |      |       |       |       |       |      |       |
| Légende : nc = non classéSource : UCI |       |      |      |       |       |       |       |      |       |